# Escherode (Niedertrebra)
Escherode ist ein Ortsteil der Gemeinde Niedertrebra im Landkreis Weimarer Land in Thüringen.

## Lage
Der Ort liegt im nördlichen Teil der Ilm-Saale-Platte  zwischen Niedertrebra und Schmiedehausen an der Kreisstraße 106. Die nächsten Städte sind Camburg, Bad Sulza und Apolda.
Es gibt keine direkt Anbindung an den ÖPNV zum OT Escherode. Die Buslinie 285 der PVG Weimarer Land fahren ab Niedertrebra nach Bad Sulza bzw. Apolda. Ebenfalls gibt es in Niedertrebra einen Bahnhof, wo die Thüringerbahn verkehrt. Hier bedient Abellio Rail Mitteldeutschland mit der RB 20 z. B. die Städte Eisenach, Erfurt oder Halle.

## Geschichte
Die ursprüngliche, in der hochmittelalterlichen Rodungsperiode entstandene Siedlung Escherode wurde im Dreißigjährigen Krieg geplündert, eingeäschert und aufgegeben. Lediglich ein als Schäferei genutztes Gebäude erinnerte danach als Zeugnis für die Ortslage. Nach dem Zweiten Weltkrieg wurde Escherode als staatliches Förderprojekt des Landes Thüringen zum Aufbau von Neubauernsiedlungen vorgeschlagen. Es wurden im Rahmen der Bodenreform Agrarflächen für diese Kleinsiedlung bereitgestellt und etwa zehn Wohnhäuser und Nebengebäude aufgebaut.